# Myriam Foxová-Jérusalmiová
Myriam Foxová-Jérusalmiová (* 24. října 1961 Marseille), rodným jménem Jérusalmiová, je bývalá francouzská vodní slalomářka, kajakářka závodící v kategorii K1.
Na mistrovstvích světa získala osm zlatých (K1 – 1989, 1993; K1 družstva – 1983, 1985, 1989, 1991, 1993, 1995) a dvě stříbrné medaile (K1 – 1987; K1 družstva – 1987). V letech 1989, 1990 a 1991 vyhrála celkové pořadí Světového poháru v kategorii K1. Dvakrát startovala na letních olympijských hrách, v Barceloně 1992 dojela na 21. místě, v Atlantě 1996 získala bronzovou medaili.
Je židovského původu. Její manžel Richard byl rovněž několikanásobným kajakářským mistrem světa, dcera Jessica je olympijskou vítězkou ve vodním slalomu z olympiád v Tokiu a v Paříži, dcera Noemie olympijskou vítězkou z Paříže.